# ヤマイグチ
ヤマイグチ（山猪口、学名: Leccinum scabrum）は、イグチ科ヤマイグチ属の中型から大型のキノコ（菌類）である。ヨーロッパには広く分布し、アジアのヒマラヤ山脈、その他北半球に分布する。カバノキの菌根にのみ生じ、6月から10月に子実体をつける。恐らく持ち込まれたものが帰化したオーストラリアやニュージーランドでも増え始めている。食用キノコとして利用されるが、生食すると中毒を起こす。別名、ハイマツイグチ、モトブトイグチともよばれている。

## 分布・生態

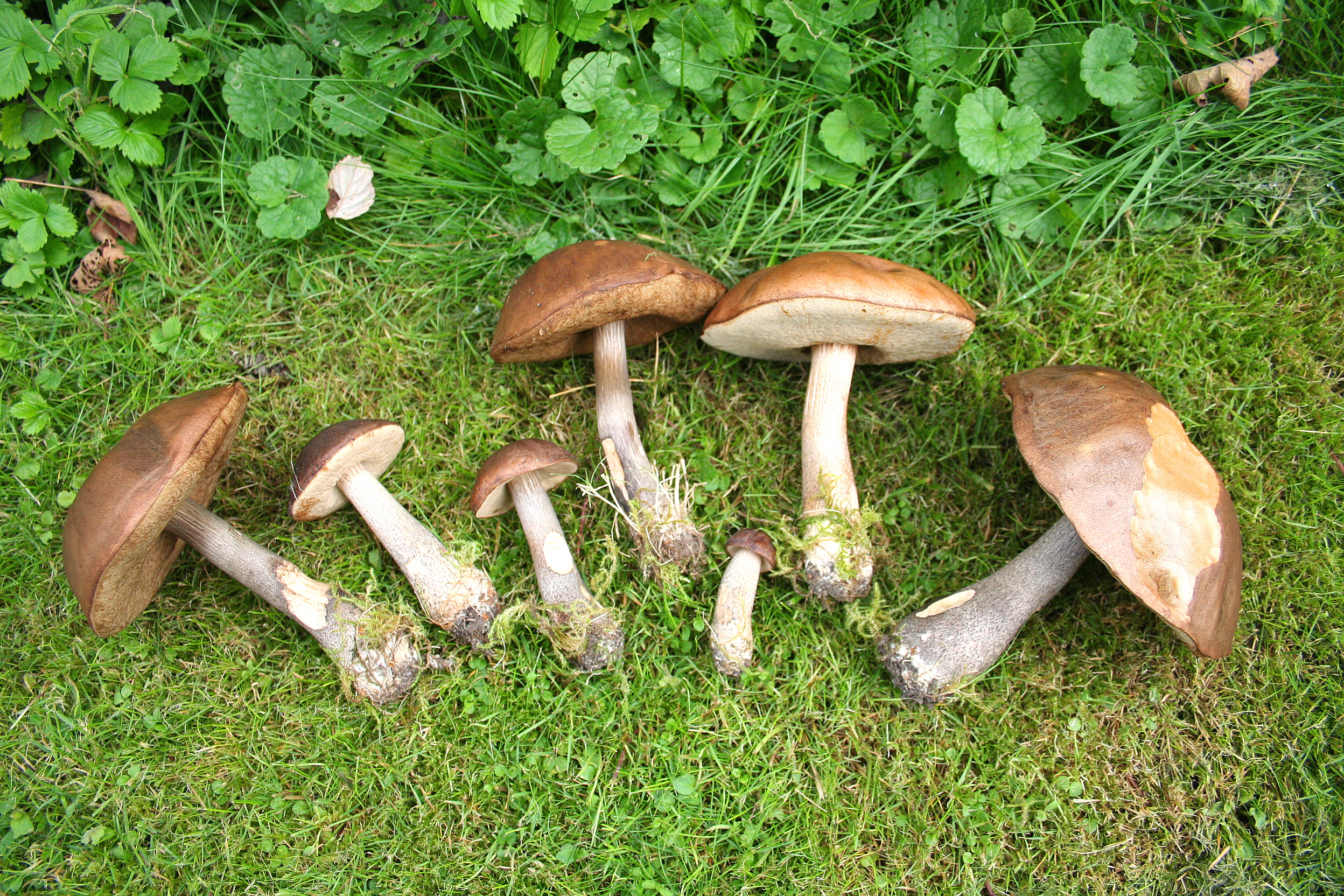
様々な年代のヤマイグチ

ヨーロッパ原産であるが、世界中の様々な場所で帰化し、主に都市部で見られる。夏から秋にかけて、シラカバやダケカンバなど、カバノキ科カバノキ属の落葉広葉樹や雑木林の樹下に単生から群生する。日本でも各地に分布する。ニュージーランドでは、ヨーロッパシラカンバだけで見られる。

## 形態
子実体は傘と柄からなる。傘の幅は、5 - 20センチメートル (cm) である。はじめ半球形であるが、生長すると後にやや扁平の丸山形やまんじゅう形になる。傘の表面は灰褐色、暗褐色、茶褐色または淡黄褐色で、通常、縁の色は薄い。傘は平滑・無毛のややフェルト状で乾燥しており、湿ると粘性を帯びる。
傘下面の管孔は柄に対して離生か上生する。管孔と孔口は若いうちは白く、やがて淡い黄色になり、のちに帯紅灰褐色から黄土褐色になる。古いものでは、傘の孔口は膨らんでおり、柄の周りのものは強くくぼんでいる。孔口の覆いは容易に外れる。
柄は長さ6 - 12 cm、幅1 - 3.5 cm、灰白色の地に褐色から黒色の細かい粒点が密布しており、下方に少し太まるものが多く、上に向かって細くなっている。根元に青色の染みはない。菌糸体は白い。
肉は白く、日光にさらすと黒くなることがある。肉を傷つけてると、帯紅赤褐色に変色するか、または変色しない。若い個体では比較的柔らかいが、特に雨季には、すぐにスポンジ状になり、水を貯える。調理すると、肉は黒くなる。
ヤマイグチは、カリフォルニア州等、本来自生する範囲の外の鑑賞用のカバノキの木の根元で発見された。

## 利用
イグチ科の食用に利用されているキノコの中でも、ヤマイグチは味のよいキノコの一つとして定評がある。日本では食用キノコとしての知名度はさほどでもないが、ロシアやフィンランドなど北方のヨーロッパ諸国では食用としてよく収穫され盛んに食べられている。老菌になると管孔にウジがわくので、キノコ狩りでは傘肉が締まった幼菌を選んで採取するほうがよいといわれる。無味無臭。柄がとてもかたく締まっており、しっとりした食感がある。
幼菌・老菌ともにスポンジ状の管孔部分は食感が悪いので取り除いてから調理するとよい。傘・柄も食べられ、湯がいて下処理をしてから、鉄板焼き、すき焼き、バター炒め（炒め物）、天ぷら、汁物、鍋物、フライなどにするのが向いている。柄はフリッターやソテーにしたり、ビスクに入れたりしても良い。
2009年以降にアメリカ合衆国で出されたいくつかの報告によると、摂取する際に注意を要するとされている。
調理の際はしっかり火を通さないと中毒症状を引き起こすといわれている。毒成分については不明とされるが、その他の香り成分として、1-オクテン-3-オールや2-オクテノールなどが検出されている。

## 類似の種
ヤマイグチは細分化すると複数種に分かれるとされるが、いずれも柄に粒点の模様があるのが共通の特徴となっている。また子実体を傷つけても変色しない。これまで数種の近縁種がヤマイグチとして扱われてきたとみられており、近似種との区別には顕微鏡による観察が不可欠だといわれている。
ヤマイグチ属の他のいくつかの種もカバノキの菌根で見られ、真菌学者でも混同することがある。アオネノヤマイグチ（Leccinum variicolor）は青い柄を持つ。傷つけると下部が青変、上部が赤変する。L. oxydabileは柔らかく桃色の肉で、傘の風合いも異なる。L. melaneumはより暗い色で、傘や柄の表皮の下の色は黄色っぽい。L. holopusは全ての部分がより淡い白っぽい色である。イロガワリヤマイグチ（Boletus intusrubens、ヤマドリタケ属）などは、傷つけると赤変したのちに黒変する。

## 関連文献
- Kallenbach: Die Röhrlinge (Boletaceae), Leipzig, Klinkhardt, (1940–42)
- Gerhardt, Ewald: Pilze. Band 2: Röhrlinge, Porlinge, Bauchpilze, Schlauchpilze und andere, (Spektrum der Natur BLV Intensiv), (1985)